# Hideo Yoshino
 (septembre 2016).
Pour les articles homonymes, voir Yoshino.
Hideo Yoshino (吉野 秀雄, Yoshino Hideo, 3 juillet 1902 - 13 juillet 1967) est un poète japonais tanka de l'ère Shōwa.

## Jeunesse
Né à Takasaki dans la préfecture de Gumma, Yoshino est le deuxième fils d'une famille de grossistes textiles. De faible constitution, il est élevé par sa grand-mère à Tomioka. Il s'inscrit à l'école d'économie de l'université Keiō, mais est forcé de quitter l'école quand il développe la tuberculose avec une hémoptysie. Il déménage de Tokyo à Kamakura dans la préfecture de Kanagawa en 1924, en raison de la réputation de la ville pour son environnement sain favorable aux personnes souffrant de maladies pulmonaires.
Pendant sa convalescence, il se familiarise avec les vers de Masaoka Shiki et Itō Sachio, deux poètes du groupe de tanka Araragi et commence à composer des vers lui-même. Il est également attiré par les travaux d'Aizu Yaichi et devient son élève. En 1926, il épouse Hatsu Kuribayashi. Cependant, son état de santé s'aggrave progressivement en 1926 et 1927. À l'asthme et à une bronchite avec dyspnée s'ajoute le développement d'une fistule anale douloureuse nécessitant une intervention chirurgicale.

## Carrière littéraire
En 1926 Yoshino finance la publication de son premier recueil de poésie, Tenjo gishi. Il participe également à un cénacle littéraire organisé autour de la revue littéraire Kawa (« Rivière »), à laquelle il contribue tous les mois à partir de 1928. Yoshino développe une pneumonie en 1929, et pendant un certain temps figure sur la liste critique et ne s'attend pas à vivre. Cependant, après la naissance de son fils cet été-là, il finit par se remettre. L'année suivante, il se rend dans les préfectures d'Ibaraki et Niigata pour assister à des cérémonies organisées en l'honneur du prêtre bouddhiste du XIXe siècle Ryōkan, dont il essaye d'imiter le style resserré et succinct. Yoshino retourne à Kamakura en 1931, et consacre ses études au folklore, à la littérature ancienne et aux langues vivantes. Il publie un magazine mensuel, Yoshino Fuji Monthly, et organise tous les mois des réunions de poésie. Il développe un style unique de tanka, indépendant de l'Araragi ordinaire. Il est également inspiré par le Man'yōshū, classique ancien de la littérature japonaise. Cependant, la plupart de ses œuvres ne sont publiées qu'après la fin de la Seconde Guerre Mondiale.
Yoshino divorce au cours de la Seconde Guerre mondiale, et se remarie après la fin de la guerre avec l'ancienne épouse du poète Jūkichi Yagi. Dans l'immédiate période d'après-guerre, Yoshino est instructeur à l'Académie de Kamakura et fait une tournée de conférences avec Masao Kume et Masajirō Kojima à Niigata. Il est lauréat du prix Yomiuri de littérature en 1958 pour son anthologie, Yoshino Hideo kashū.
Dans les années 1960, Yoshino est connu pour ses études sur Ryōkan. Il publie les anthologies Seiin shū (« Le Recueil clair et nuageux », 1967) et Kansen shū (« Le Recueil de la cigale d'automne », 1974). Yoshino écrit également un certain n ombre d'essais dont Yawarakana Kokoro (« Cœur tendre ») et Korokono Furusato (« La Maison est le cœur »).
Souffrant d'une mauvaise santé toute sa vie, le diabète et les rhumatismes s'ajoutent aux maux de Yoshino avant sa mort en 1967. Sa tombe se trouve au Zuisen-ji à Kamakura.

## Source de la traduction
- (en) Cet article est partiellement ou en totalité issu de l’article de Wikipédia en anglais intitulé « Hideo Yoshino » (voir la liste des auteurs).